# Melasmia ulmicola
Melasmia ulmicola är en svampart som beskrevs av Berk. & M.A. Curtis 1874. Melasmia ulmicola ingår i släktet Melasmia och familjen Rhytismataceae.   Inga underarter finns listade i Catalogue of Life.